# Cratere Von Neumann
Von Neumann è un cratere lunare di 74,83 km situato nella parte nord-occidentale della faccia nascosta della Luna.